# Cuboide 3×3×4 (Rompecabezas)
El Cuboide 3×3×4,  junto con su hermano, el cuboide 3×4×4, estuvieron entre las primeras variaciones cuboides del Cubo de Rubik original que se inventaron. Puedes pensar en el Cubo Puzzle 3×3×4 como un Cubo de Rubik normal 3×3×3 con una capa adicional en uno de los ejes. El rompecabezas cuboide de 3×3×4 fue inventado originalmente por Tony Fisher en 1995. Inicialmente se hizo a mano utilizando el mecanismo de un cubo de la venganza de Rubik 4×4×4, y solo se vendió una pequeña cantidad de ellos.